# لويجي كادورنا
لويجي كادورنا (بالإيطالية: Luigi Cadorna) ـ (4 سبتمبر 1850 ـ 21 ديسمبر 1928) هو مارشال إيطالي كان رئيسًا لأركان الجيش الإيطالي في بداية الحرب العالمية الأولى.

## كادورنا ضابطًا
ولد لويجي كادورنا في فربانيا، التي كانت آنذاك جزءًا من بييمونتي سردينيا سنة 1850. كان والده الجنرال رافاييل كادورنا. التحق كادورنا الابن بالمدرسة العسكرية في ميلانو وهو في العاشرة من عمره (عام 1860)، ثم انتقل إلى أكاديمية تورينو العسكرية وهو في الخامسة عشرة من عمره، ليكلف عقب تخرجه برتبة ملازم ثان في المدفعية سنة 1868. وفي سنة 1870 شارك كادورنا ـ كضابط في فوج المدفعية الثاني ـ في احتلال روما تحت قيادة والده. عين وهو برتبة رائد في قيادة أركان الجنرال بيانيل، ثم صار رئيسًا لأركان قيادة فرقة فيرونا. وفي عام 1892 تولى العقيد كادورنا قيادة الفوج العاشر من البيرساغلييري، وعُرف في قيادته بالانضباط والصرامة. ألف دليلًا لتكتيكات المشاة.

## الرتب العسكرية العليا
في سنة 1898 رقي كادورنا إلى رتبة فريق ليتنقل في المناصب القيادية الرفيعة بالجيش، وكان قبيل دخول إيطاليا الحرب العالمية الأولى قد اقترب من سن التقاعد العادي المقرر في زمن السلم، وكانت له العديد من الخلافات مع رؤسائه السياسيين والعسكريين.
عُرض منصب رئيس الأركان على كادورنا للمرة الأولى سنة 1908، غير أنه رفضه اعتراضًا على تدخل الساسة في شؤون الجيش أثناء الحرب. ثم عُرض عليه المنصب ثانية في يوليو 1914، إبان تأهب الوفاق الثلاثي ودول المركز لخوض الحرب. وعندما دخلت إيطاليا الحرب في مايو 1915 في صف الوفاق الثلاثي، كان كادورنا قد حشد 36 فرقة من المشاة قوامها 875 ألف جندي، غير أنه لم يكن بحوزته سوى 120 فقط من قطع المدفعية الحديثة.

## الحرب العالمية الأولى

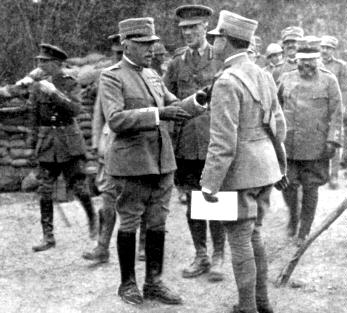
الجنرال لويجي كادورنا ـ رئيس الأركان الإيطالي ـ يزور بطاريات المدفعية البريطانية أثناء الحرب العالمية الأولى

شن كادورنا أربع موجات هجومية على طول نهر إيسونتزو سنة 1915. كانت هذه الهجمات ترمي إلى احتلال حصن غوريتسيا بهدف السماح للقوات الإيطالية بالانحراف جنوبًا صوب ترييستي أو بمواصلة الزحف نحو ثغرة ليوبليانا (الواقعة بين جبال الألب وجبال الألب الدينارية). غير أن تلك الموجات الهجومية باءت جميعها بالفشل بعد أن سقط خلالها ربع مليون مصاب إيطالي بلا طائل.
واصل كادورنا رغم ذلك القتال في خوض نهر إيسونتزو، فخاض إحدى عشرة معركة بين عامي 1915 و1917، وحُشدت المزيد من القوات وجرى تطوير الهجوم نحو روفيريتو وترينتو وبولسانو، غير أن هذه الهجمات باءت بدورها بالفشل؛ إذ كانت طبيعة الأراضي الوعرة الواقعة على طول نهر إيسونتزو ونتوء ترينتو غير ملائمة على الإطلاق للحرب الهجومية، ولا مساحة فيها للمناورة.
وفي 24 أكتوبر 1917 شن جيش نمساوي-مجري وألماني مشترك هجومًا عبر نهر إيسونتزو (المسمى نهر سوتشا باللغة السلوفينية) عند كاباريد (وتسمى بالإيطالية كابوريتو)، ونجح هذا الجيش ـ بحلول 12 نوفمبر ـ في إحراز تقدم كبير نحو نهر بيافي. أسهم توغل معظم جيش كادورنا للأمام دون وضع دفاعات كافية في العمق في تفاقم الكارثة، كما شارك في المسؤولية عن تلك الكارثة عدد من الضباط الآخرين، من أبزهم بييترو بادوليو، الذي كان آنذاك قائدًا لفيلق في قطاع اخترقه الهجوم النمساوي الألماني، وكان في إجازة معظم شهر أكتوبر وكان من يليه في ترتيب القيادة مريضًا مرضًا مقعدًا.
انهار الجيش الإيطالي تمامًا وفرّ من المعركة بلا نظام، واستسلم منه 275 ألف جندي، فأرسل حلفاء إيطاليا ـ بريطانيا وفرنسا ـ أحد عشر فرقة لتعزيز الجبهة لإيطالية، وصمموا على الإطاحة بكادورنا، فأجابهم رئيس الوزراء الإيطالي الجديد فيتوريو أورلاندو إلى ذلك وعيّن قائدًا عسكريًا ذا سمعة أفضل هو الجنرال أرماندو دياز في موقع رئيس الأركان العامة بدلًا من كادورنا.
عُين كادورنا بعد ذلك ممثلًا لإيطاليا في مجلس الحرب الأعلى للحلفاء الذي عُقد في فرساي، ثم عادت القوات الإيطالية ثانية إلى ما وراء نهر بيافي وعادت ـ بمساعدة القوات الحليفة ـ للانضمام إلى سير القتال.

## ما بعد الحرب
أُجرت الحكومة الإيطالية بعد الحرب تحقيقًا حول هزيمة كابوريتو نُشرت نتائجه سنة 1919 وكانت تلقي الكثير من اللوم على كادورنا، الذي كان آنذاك منشغلًا ـ تحت تأثير النقد المرير الذي وُجه إليه ـ بكتابة مذكرات ينكر فيها مسؤوليته عن الهزيمة، رغم أنه فر أثناء المعركة إلى بادوا تاركًا الجيش الثاني الإيطالي لمصيره. غير أن موسوليني عام 1924 جعل منه مارشالًا لإيطاليا عقب تبوء الأول السلطة.

## وفاته
توفي الفيلد مارشال كادورنا في بوردييرا سنة 1928.

## أسرته
كما كان لويجي كادورنا ابنًا لقائد عسكري رفيع، كان ابنه أيضًا (رفاييلي كادورنا الأصغر) جنرالًا إيطاليًا خاض الحربين العالميتين، واشتهر كقائد من قادة المقاومة الإيطالية ضد القوات الألمانية التي احتلت شمال إيطاليا بعد عام 1943.

## سمعته العسكرية
يصف بعض المؤرخين كادورنا بأنه كان ضابطًا صارمًا عديم الخيال، لم يتمتع بأي مرونة مع جنوده، وأنه كان مناوئًا لسلطات بلاده السياسية. كما يصفه البروفيسور ديفيد ستيفنسون ـ أستاذ التاريخ الدولي بمدرسة لندن للاقتصاد ـ بأنه «وُصم كواحد من أكثر قادة الحرب العالمية الأولى فظاظة وافتقادًا للكفاءة». كان سلوكه أقرب إلى السلوك المتحفظ والأرستقراطي لضباط المدرسة البييمونتية القديمة. قام كادورنا أثناء سير القتال بطرد 217 ضابطًا، كما أمر أثناء معركة كابوريتو بالإعدام بلا محاكمة لضباط انسحبت وحداتهم أثناء المعركة. وقد واجه واحد من كل 17 جنديًا حاربوا تحت إمرته اتهامات تتعلق بالإخلال بالانضباط العسكري، أدين منهم 61 بالمائة، واُعدم منهم 750 جنديًا وضابطًا، وهي أعلى نسبة بين جميع جيوش الحرب العالمية الأولى. وقد زعم البعض أن كادورنا قام بتنفيذ حكم الإعدام بطريقة الديكيماتيو الرومانية القديمة (قتل الجندي العاشر من كل عشرة جنود) في الوحدات التي تخاذلت في القتال، غير أن هذه المزاعم لا يوجد ما يدعمها تاريخيًا.

## روابط خارجية
- لويجي كادورنا على موقع الموسوعة البريطانية (الإنجليزية)

## قائمة المصادر
- Keegan، John (1999). The First World War. New York: Alfred A. Knopf. {{استشهاد بكتاب}}: الوسيط غير المعروف |الرقم المعياري= تم تجاهله يقترح استخدام |ردمك= (مساعدة)
- Marshall، S. L. A. (1978). The American Heritage History of World War I. New York: American Heritage.